# 范惟一
范惟一（1510年—1584年），字于中，號洛川，又改中方，直隸松江府華亭縣民籍，蘇州府吳縣人，明朝政治人物，官至南京太僕寺卿。范仲淹十六世孫。

## 生平
嘉靖十九年（1540年）庚子科應天鄉試第十一名舉人，二十年（1541年）辛丑科二甲第二十九名進士。都察院觀政，授鈞州知州，改濟南府同知，升工部營繕司員外郎、工部虞衡司郎中，二十九年（1550年）二月出為廣東按察司僉事，丁父憂歸。服闋，起為湖廣按察司僉事，歷升浙江按察司副使、河南布政使司參政、浙江按察使、江西左布政使，隆慶元年（1567年）五月升南京太僕寺卿，九月被論劾，勒令閒住。萬曆十二年（1584年）五月卒，享年七十五歲。

## 親屬
- 曾祖范從江；祖父范汝信；父范啟曄，號北溪。母顧氏。嚴侍下[6]
- 妻張氏（贈恭人）；妾郝氏、陳氏
- 弟：范惟立、范惟丕（雲南按察司副使）
- 子：范允豫（長子、張氏生）、范允觀（次子、郝氏生）、范允恆（三子、郝氏生、出嗣范惟立）、范允震（四子、陳氏生）
- 孫：范必揚、范必亮、范必恭（范允豫子）；范必弘、范必大、范必端（范允觀子）；范必禎、范必祥、范必裕（范允恆子）
- 姻親：徐階

## 家譜
范仲淹（一世）；范純佑（二世）；范正臣（三世）；范直隱（四世）；范公武（五世）；范良遂（六世）；范慶家（七世）；范邦柱（八世）；范彥國（九世）；范廷止（十世）；范天爵（十一世）；范元瑛（十二世）；范從江（十三世）；范汝信（十四世）；范啟曄（十五世）；范惟一（十六世）

## 墓地
2012年4月，蘇州市天平山山腳下發現范惟一與其妻之古墓。